# París-Tours 2017
La París-Tours 2017 fou la 111a edició de la París-Tours. La cursa es disputà el diumenge 8 d'octubre de 2017 amb inici a Brou i final a Tours. S'emmarcava dins el calendari de l'UCI Europa Tour 2017.
El vencedor final fou el l'italià Matteo Trentin (Quick-Step Floors), que s'imposà a Søren Kragh Andersen (Team Sunweb) i a Niki Terpstra (Quick-Step Floors) a l'esprint final a Tours.

## Equips
| WorldTeams (9)- Quick-Step Floors - Lotto-Soudal - FDJ - Team Sunweb - AG2R La Mondiale - Lotto NL-Jumbo - BMC Racing Team - Katusha-Alpecin - Dimension Data Equips continentals professionals (10)- Wanty-Groupe Gobert - Cofidis, Solutions Crédits - Sport Vlaanderen-Baloise - Verandas Willems-Crelan - WB-Veranclassic-Aqua Protect - Roompot-Nederlandse Loterij - Delko Marseille Provence KTM - Direct Énergie - Fortuneo-Oscaro - Aqua Blue Sport Equips continentals (3)- Roubaix Lille Métropole - HP BTP-Auber 93 - Armée de terre |
| |

## Classificació final
| \| Classificació general \| Classificació general \| Classificació general \| Classificació general \| Classificació general \| \| Corredor \| Corredor \| Equip \| Temps \| \| \| --------------------- \| ------------------------------- \| --------------------- \| --------------------- \| --------------------- \| \| 1r \| Matteo Trentin \| Quick-Step Floors \| 5h 22' 51" \| \| \| 2n \| Søren Kragh Andersen \| Team Sunweb \| + 0" \| \| \| 3r \| Niki Terpstra \| Quick-Step Floors \| + 1" \| \| \| 4t \| André Greipel \| Lotto-Soudal \| + 7" \| \| \| 5è \| Maximiliano Richeze Araquistain \| Quick-Step Floors \| + 7" \| \| \| 6è \| Oliver Naesen \| AG2R La Mondiale \| + 7" \| \| \| 7è \| Yves Lampaert \| Quick-Step Floors \| + 7" \| \| \| 8è \| Andrea Pasqualon \| Wanty-Groupe Gobert \| + 7" \| \| \| 9è \| Mike Teunissen \| Team Sunweb \| + 7" \| \| \| 10è \| Jean-Pierre Drucker \| BMC Racing Team \| + 7" \| \| \| 11è \| Tom Devriendt \| Wanty-Groupe Gobert \| + 7" \| \| \| 12è \| Lorrenzo Manzin \| FDJ \| + 7" \| \| \| 13è \| Amund Grøndahl Jansen \| LottoNL-Jumbo \| + 10" \| \| \| 14è \| Olivier Le Gac \| FDJ \| + 12" \| \| \| 15è \| Daniel Oss \| BMC Racing Team \| + 14" \| \| \| 16è \| Silvan Dillier \| BMC Racing Team \| + 22" \| \| \| 17è \| Jasper De Buyst \| Lotto-Soudal \| + 22" \| \| \| 18è \| Marc Sarreau \| FDJ \| + 28" \| \| \| 19è \| Dylan Groenewegen \| LottoNL-Jumbo \| + 28" \| \| \| 20è \| Nikolas Maes \| Lotto-Soudal \| + 28" \| \| |                                 |                     |            |
| |                                 |                     |            |
| Font: ProCyclingStats |                                 |                     |            |
| Classificació general |                                 |                     |            |
| Corredor | Corredor                        | Equip               | Temps      |
| 1r | Matteo Trentin                  | Quick-Step Floors   | 5h 22' 51" |
| 2n | Søren Kragh Andersen            | Team Sunweb         | + 0"       |
| 3r | Niki Terpstra                   | Quick-Step Floors   | + 1"       |
| 4t | André Greipel                   | Lotto-Soudal        | + 7"       |
| 5è | Maximiliano Richeze Araquistain | Quick-Step Floors   | + 7"       |
| 6è | Oliver Naesen                   | AG2R La Mondiale    | + 7"       |
| 7è | Yves Lampaert                   | Quick-Step Floors   | + 7"       |
| 8è | Andrea Pasqualon                | Wanty-Groupe Gobert | + 7"       |
| 9è | Mike Teunissen                  | Team Sunweb         | + 7"       |
| 10è | Jean-Pierre Drucker             | BMC Racing Team     | + 7"       |
| 11è | Tom Devriendt                   | Wanty-Groupe Gobert | + 7"       |
| 12è | Lorrenzo Manzin                 | FDJ                 | + 7"       |
| 13è | Amund Grøndahl Jansen           | LottoNL-Jumbo       | + 10"      |
| 14è | Olivier Le Gac                  | FDJ                 | + 12"      |
| 15è | Daniel Oss                      | BMC Racing Team     | + 14"      |
| 16è | Silvan Dillier                  | BMC Racing Team     | + 22"      |
| 17è | Jasper De Buyst                 | Lotto-Soudal        | + 22"      |
| 18è | Marc Sarreau                    | FDJ                 | + 28"      |
| 19è | Dylan Groenewegen               | LottoNL-Jumbo       | + 28"      |
| 20è | Nikolas Maes                    | Lotto-Soudal        | + 28"      |